# 青檀球针壳
青檀球针壳（学名：Phyllactinia pteroceltidis）是属于白粉菌目白粉菌科球针壳属的一种真菌，寄生在榆科植物上。该种分布于中国、俄罗斯、美国、西欧等地。